# Ashley Aufderheide
Ashley Aufderheide (* 21. November 2005) ist eine US-amerikanische Schauspielerin.

## Werdegang
Ashley Aufderheide wurde am 21. November 2005 geboren und begann im Alter von drei Jahren, Werbefilme zu drehen.
Ihr Filmdebüt gab sie 2014 in Infinitely Polar Bear als Faith, die Tochter von Zoe Saldana. Drei Jahre später übernahm sie die Rolle der Kanika in Abgang mit Stil (mit den Hauptdarstellern Michael Caine, Morgan Freeman und Alan Arkin). Bei der Fernsehserie Emergence (2019–2020) gehörte sie in allen 13 Folgen als Mia Evans zur Hauptbesetzung. Ab Februar 2022 war sie in der tragenden Rolle der Gwen Runck an den Dreharbeiten zur Serie Die wilden Neunziger beteiligt, einem Spin-off der Serie Die wilden Siebziger.

## Filmografie
- 2014: Infinitely Polar Bear
- 2014: Unforgettable (Fernsehserie, Folge 3x10 Fire and Ice)
- 2015: The Slap (Fernsehserie, 3 Folgen)
- 2016: Preacher (Fernsehserie, 2 Folgen)
- 2017: Abgang mit Stil (Going in Style)
- 2017: High School Lover (Fernsehfilm)
- 2019–2020: Emergence (Fernsehserie, 13 Folgen)
- 2020: Vier Kids und der magische Sandelf (Four Kids and It)
- 2023–2024: Die wilden Neunziger (That ’90s Show, Fernsehserie, 26 Folgen)